# Eiskunstlauf-Europameisterschaften 1959
Die 51. Eiskunstlauf-Europameisterschaften fanden 1959 in Davos statt.

## Ergebnisse

### Herren
| Platz | Sportler              | Land                   |
| ----- | --------------------- | ---------------------- |
| 1     | Karol Divín           | Tschechoslowakei       |
| 2     | Alain Giletti         | Frankreich             |
| 3     | Norbert Felsinger     | Österreich             |
| 4     | Alain Calmat          | Frankreich             |
| 5     | Manfred Schnelldorfer | BR Deutschland         |
| 6     | Tilo Gutzeit          | BR Deutschland         |
| 7     | Peter Jonas           | Österreich             |
| 8     | David Clements        | Vereinigtes Königreich |
| 9     | Hubert Köpfler        | Österreich             |
| 10    | Lew Michailow         | Sowjetunion            |
| 11    | François Pache        | Schweiz                |
| 12    | Sergio Brosio         | Italien                |
| 13    | Bodo Bockenauer       | DDR                    |
| 14    | Igor Persianzew       | Sowjetunion            |
| 15    | Karl Bohringer        | Österreich             |
| 16    | Henryk Hanzel         | Polen                  |
| 17    | Wouter Toledo         | Niederlande            |
| 18    | Jochen Niemann        | BR Deutschland         |

### Damen
| Platz | Sportlerin          | Land                   |
| ----- | ------------------- | ---------------------- |
| 1     | Hanna Walter        | Österreich             |
| 2     | Sjoukje Dijkstra    | Niederlande            |
| 3     | Joan Haanappel      | Niederlande            |
| 4     | Ina Bauer           | BR Deutschland         |
| 5     | Regine Heitzer      | Österreich             |
| 6     | Jindra Kramperová   | Tschechoslowakei       |
| 7     | Jana Dočekalová     | Tschechoslowakei       |
| 8     | Dany Rigoulot       | Frankreich             |
| 9     | Diana Clifton-Peach | Vereinigtes Königreich |
| 10    | Liliane Crosa       | Schweiz                |
| 11    | Anna Galmarini      | Italien                |
| 12    | Jitka Hlaváčková    | Tschechoslowakei       |
| 13    | Carla Tichatschek   | Italien                |
| 14    | Fränzi Schmidt      | Schweiz                |
| 15    | Carolyn Krau        | Vereinigtes Königreich |
| 16    | Nicole Hassler      | Frankreich             |
| 17    | Bärbel Martin       | BR Deutschland         |
| 18    | Rosuitha Sodoma     | Österreich             |
| 19    | Corinne Altmann     | Frankreich             |
| 20    | Helga Zöllner       | Ungarn                 |
| 21    | Ursel Barkey        | BR Deutschland         |
| 22    | Edda Jurek          | Ungarn                 |
| 23    | Karin Dehle         | Norwegen               |
| 24    | Tatjana Nemzowa     | Sowjetunion            |
| 25    | Jeannine Ferir      | Niederlande            |
| 26    | Éva Csoma           | Ungarn                 |
| 27    | Irina Ljuljakowa    | Sowjetunion            |
| 28    | Krystyna Wasik      | Polen                  |

### Paare
| Platz | Sportler                                 | Land                   |
| ----- | ---------------------------------------- | ---------------------- |
| 1     | Marika Kilius / Hans-Jürgen Bäumler      | BR Deutschland         |
| 2     | Nina Schuk / Stanislaw Schuk             | Sowjetunion            |
| 3     | Joyce Coates / Anthony Holles            | Vereinigtes Königreich |
| 4     | Margret Göbl / Franz Ningel              | BR Deutschland         |
| 5     | Rita Blumenberg / Werner Mensching       | BR Deutschland         |
| 6     | Hana Dvořáková / Karol Vosatka           | Tschechoslowakei       |
| 7     | Ljudmila Beloussowa / Oleg Protopopow    | Sowjetunion            |
| 8     | Diana Hinko / Heinz Dopfl                | Österreich             |
| 9     | Barbara Jankowska / Zygmond Kaczmarczyk  | Polen                  |
| 10    | Rosuitha Mauerhofer / Günther Mauerhofer | DDR                    |
| 11    | Gerda Johner / Ruedi Johner              | Schweiz                |
| 12    | Eva Romanová / Pavel Roman               | Tschechoslowakei       |

### Eistanz
| Platz | Sportler                                 | Land                   |
| ----- | ---------------------------------------- | ---------------------- |
| 1     | Doreen Denny / Courtney Jones            | Vereinigtes Königreich |
| 2     | Catherine Morris / Michael Robinson      | Vereinigtes Königreich |
| 3     | Christiane Guhel / Jean Paul Guhel       | Frankreich             |
| 4     | Rita Paucka / Peter Kwiet                | BR Deutschland         |
| 5     | Elly Thal / Hannes Burkhardt             | BR Deutschland         |
| 6     | Lucia Zorn / Rudolf Zorn                 | Österreich             |
| 7     | Eva Romanová / Pavel Roman               | Tschechoslowakei       |
| 8     | Annick de Trentinian / Philippe Aumond   | Frankreich             |
| 9     | Catharina Odink / Jacobus Odink          | Niederlande            |
| 10    | Adriana Giuggiolini / Germano Ceccattini | Italien                |
| 11    | Helga Michlmayer / Gerald Felsinger      | Österreich             |
| 12    | Danielle Jaton / Charly Pichard          | Schweiz                |
| 13    | Maria Grazia Toncelli / Vinicio Toncelli | Italien                |
| 14    | Ludovica Boccacci / Gianfranco Canepa    | Italien                |
| 15    | Elżbieta Zdankiewicz / Emanuel Koczyba   | Polen                  |